# Museo nacional de Tanzania
El Museo nacional de Tanzania (en inglés: National Museum of Tanzania) es un consorcio de cinco museos de Tanzania, cuyo propósito es preservar y mostrar exposiciones sobre la historia y el entorno natural de ese país africano. 

## Historia
El consorcio se desarrolló a partir del Museo Nacional de Dar es Salaam, creado en 1934 por Harold MacMichael quien fuese gobernador de Tanganyika.  Más tarde, el consorcio se amplió con la adición de cuatro museos más, a saber, el Museo del pueblo en Dar es Salaam, el Museo Nacional de Historia y el Museo de la Declaración de Arusha en Arusha, y el Museo memorial Mwalimu Julius K. Nyerere en Butiama.